# West Coast Conference (pallavolo)
La West Coast Conference è una delle 32 conference di pallavolo femminile affiliate alla NCAA Division I, la squadra vincitrice accede di diritto al torneo NCAA.

## Membri

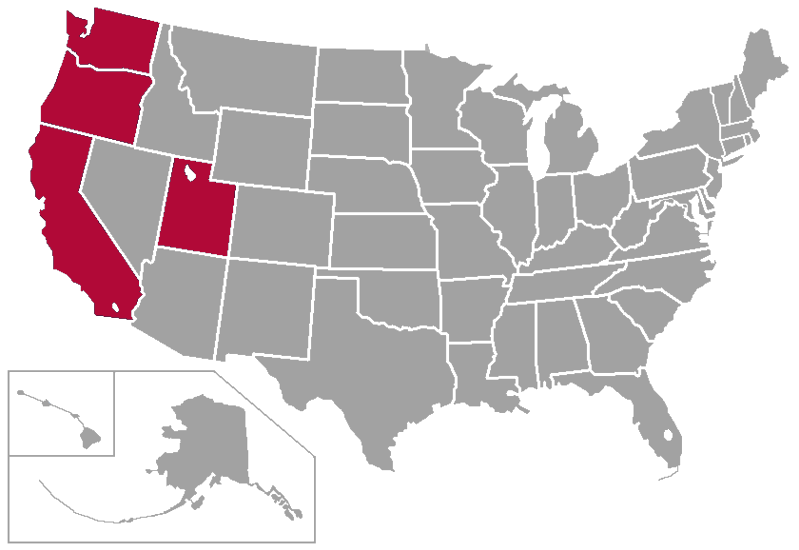

| Squadra          | Sede          | Stato      | Fondazione | Soprannome | Affiliazione |
| ---------------- | ------------- | ---------- | ---------- | ---------- | ------------ |
| Gonzaga          | Spokane       | Washington | 1977       | Bulldogs   | 1987         |
| Loyola Marymount | Los Angeles   | California | 1982       | Lions      | 1985         |
| Oregon State     | Corvallis     | Oregon     | 1976       | Beavers    | 2024         |
| Pacific          | Stockton      | California | 1975       | Tigers     | 2013         |
| Pepperdine       | Malibù        | California | 1975       | Waves      | 1985         |
| Portland         | Portland      | Oregon     | 1979       | Pilots     | 1987         |
| Saint Mary's     | Moraga        | California | 1978       | Gaels      | 1987         |
| San Diego        | San Diego     | California | 1975       | Toreros    | 1985         |
| San Francisco    | San Francisco | California | 1979       | Dons       | 1985         |
| Santa Clara      | Santa Clara   | California | 1963       | Broncos    | 1985         |
| Seattle          | Seattle       | Washington | 1981       | Redhawks   | 2025         |
| Washington State | Pullman       | Washington | 1973       | Cougars    | 2024         |

### Ex membri
| College          | Ingresso | Uscita |
| ---------------- | -------- | ------ |
| UN Reno          | 1985     | 1986   |
| US International | 1985     | 1986   |
| Brigham Young    | 2011     | 2022   |

## Arene
| Squadre          | Arene                            | Capacità |
| ---------------- | -------------------------------- | -------- |
| Gonzaga          | Martin Centre                    | 1 500    |
| Loyola Marymount | Gersten Pavilion                 | 4 156    |
| Oregon State     | Gill Coliseum                    | 9 604    |
| Pacific          | Alex G. Spanos Center            | 6 150    |
| Pepperdine       | Firestone Fieldhouse             | 3 104    |
| Portland         | Chiles Center                    | 4 852    |
| Saint Mary's     | University Credit Union Pavilion | 3 500    |
| San Diego        | Jenny Craig Pavilion             | 5 100    |
| San Francisco    | War Memorial Gymnasium           | 4 268    |
| Santa Clara      | Leavey Center                    | 4 700    |
| Seattle          | Redhawk Center                   | 999      |
| Washington State | Bohler Gymnasium                 | 3 000    |

## Albo d'oro
| Dal 1985 al 1988 la competizione è denominata West Coast Athletic Conference |                         |                              |                                   |
| 1985 Dettagli                                                                | Pepperdine              | Santa Clara Loyola Marymount | -                                 |
| 1986 Dettagli                                                                | Loyola Marymount        | Pepperdine                   | US International                  |
| 1987 Dettagli                                                                | Pepperdine              | Loyola Marymount             | San Francisco Santa Clara         |
| 1988 Dettagli                                                                | Pepperdine              | Santa Clara                  | Gonzaga Portland San Francisco    |
| Dal 1989 la competizione è denominata West Coast Conference                  |                         |                              |                                   |
| 1989 Dettagli                                                                | Pepperdine              | Gonzaga                      | Saint Mary's Portland             |
| 1990 Dettagli                                                                | Pepperdine              | Gonzaga                      | Loyola Marymount                  |
| 1991 Dettagli                                                                | Pepperdine              | Santa Clara                  | Loyola Marymount                  |
| 1992 Dettagli                                                                | Santa Clara             | Loyola Marymount             | Pepperdine                        |
| 1993 Dettagli                                                                | Santa Clara             | Loyola Marymount             | San Diego                         |
| 1994 Dettagli                                                                | Loyola Marymount        | San Diego                    | Gonzaga                           |
| 1995 Dettagli                                                                | Loyola Marymount        | Pepperdine San Diego         | -                                 |
| 1996 Dettagli                                                                | Loyola Marymount        | San Diego                    | Santa Clara                       |
| 1997 Dettagli                                                                | San Diego               | Pepperdine                   | Loyola Marymount                  |
| 1998 Dettagli                                                                | San Diego               | Pepperdine Santa Clara       | -                                 |
| 1999 Dettagli                                                                | Pepperdine              | San Diego                    | Santa Clara                       |
| 2000 Dettagli                                                                | Santa Clara             | Pepperdine                   | Loyola Marymount                  |
| 2001 Dettagli                                                                | Pepperdine              | Santa Clara                  | San Diego                         |
| 2002 Dettagli                                                                | Pepperdine              | Santa Clara                  | San Diego                         |
| 2003 Dettagli                                                                | Pepperdine              | Santa Clara                  | Loyola Marymount                  |
| 2004 Dettagli                                                                | San Diego               | Saint Mary's                 | Santa Clara                       |
| 2005 Dettagli                                                                | Santa Clara             | San Diego Pepperdine         | -                                 |
| 2006 Dettagli                                                                | San Diego               | Pepperdine                   | Santa Clara                       |
| 2007 Dettagli                                                                | San Diego               | Santa Clara                  | Pepperdine                        |
| 2008 Dettagli                                                                | San Diego               | San Francisco                | Saint Mary's                      |
| 2009 Dettagli                                                                | Saint Mary's            | San Diego                    | Pepperdine                        |
| 2010 Dettagli                                                                | San Diego               | Saint Mary's                 | Pepperdine                        |
| 2011 Dettagli                                                                | Pepperdine              | San Diego                    | Brigham Young Saint Mary's        |
| 2012 Dettagli                                                                | Brigham Young San Diego | -                            | Saint Mary's                      |
| 2013 Dettagli                                                                | San Diego               | Brigham Young                | Saint Mary's                      |
| 2014 Dettagli                                                                | Brigham Young           | Pacific                      | Santa Clara San Diego             |
| 2015 Dettagli                                                                | Brigham Young           | San Diego                    | Loyola Marymount Santa Clara      |
| 2016 Dettagli                                                                | Brigham Young           | San Diego                    | Loyola Marymount Gonzaga Portland |
| 2017 Dettagli                                                                | Brigham Young San Diego | -                            | Pacific                           |
| 2018 Dettagli                                                                | Brigham Young           | Pepperdine                   | San Diego                         |
| 2019 Dettagli                                                                | San Diego               | Brigham Young                | Pepperdine                        |
| 2020 Dettagli                                                                | Brigham Young           | Pepperdine                   | San Diego                         |
| 2021 Dettagli                                                                | Brigham Young           | Pepperdine San Diego         | -                                 |
| 2022 Dettagli                                                                | San Diego               | Brigham Young                | Loyola Marymount                  |
| 2023 Dettagli                                                                | Pepperdine              | Loyola Marymount             | San Diego                         |
| 2024 Dettagli                                                                | Loyola Marymount        | San Diego Pepperdine         | -                                 |

## Palmarès
| Squadre          | Titoli | Stagioni                                                               |
| ---------------- | ------ | ---------------------------------------------------------------------- |
| San Diego        | 12     | 1997, 1998, 2004, 2006, 2007, 2008, 2010, 2012, 2013, 2017, 2019, 2022 |
| Pepperdine       | 12     | 1985, 1987, 1988, 1989, 1990, 1991, 1999, 2001, 2002, 2003, 2011, 2023 |
| Brigham Young    | 8      | 2012, 2014, 2015, 2016, 2017, 2018, 2020, 2021                         |
| Loyola Marymount | 5      | 1986, 1994, 1995, 1996, 2024                                           |
| Santa Clara      | 4      | 1992, 1993, 2000, 2005                                                 |
| Saint Mary's     | 1      | 2009                                                                   |